# Бојан Шарчевић
Бојан Шарчевић (Београд, 1974) је босанско-херцеговачки и француски савремени уметник.

## Биографија
Део свог детињства провео је у Мароку и Алжиру а живео је и у Сарајеву у времену када је био рат у Босни.
Студирао је на школи лепих уметности у Паризу а затим наставио на државној академији ликовних уметности у Амстердаму.
Његово дело садржи видео, инсталације, архитектонске интервенције, фотографске колаже, апстрактне скулптуре и штампане информације.

## Изложбе
Шарчевић је имао своју прву изложбу у „BQ Galeriji“ у Келну и велики број самосталних и групних изложби укључујући:
- “Manifesta 2“, Луксембург (1998)
- “Centre Soleil d'Afrique“, Бамако (2000)
- “Musée d'Art moderne de la Ville de Paris“, Париз (2001)
- “Museum of Contemporary Art Kiasma“, Хелсинки (2001)
- “Kunstverein Muenchen“, Минхен (2003)
- “The 50th Venice Biennale“, у Венецији (2003)
- “Tate Modern“, Лондон, (2004)[3]
- “ArtPace Fondation“, Сан Антонио (2005)
- “Städtisches Museum Abteiberg“, Менхенгладбах (2005)
- “Project Arts Center“, Даблин (2006)
- “Kunstverein Heilbronn“, Хајлброн (2006)
- “BAWAG Foundation, Беч (2007)
- “Museo d´Arte Moderna“, Болоња (2007)
- “Kunstverein Hamburg“, Хамбург (2008)
- “Kunstmuseum Liechtenstein“, Вадуз (2012)